# Amatole (dystrykt)
Amatole – dystrykt w Republice Południowej Afryki, w Prowincji Przylądkowej Wschodniej. Siedzibą administracyjną dystryktu jest East London.
Dystrykt dzieli się na gminy:
- Mbhashe
- Mnquma
- Great Kei
- Amahlathi
- Ngqushwa
- Nkonkobe
- Nxuba